# Анциферов, Константин Дмитриевич
Константи́н Дми́триевич Анци́феров (1840—1896) — российский юрист и криминалист.

## Биография
Вступив на служебное поприще секретарем суда в 1866 году, он последовательно проходил должности товарища прокурора окружного суда во Владимире и Санкт-Петербурге, прокурора суда в Курске, члена судебной палаты в Москве, товарища обер-прокурора уголовного кассационного департамента суда и, наконец, председателя департамента Варшавской судебной палаты. С 1876 года был преподавателем уголовного права в Московском университете. В 1882 году он стал сотрудником журнала «Криминалист», где опубликовал свои статьи, связанные с его судебной практикой. В 1886 году он получил чин действительный статский советник. В специально-юридической и в общей печати поместил ряд статей, из которых составился «Сборник статей и заметок по уголовному праву и судопроизводству», изданный юридическим обществом при Санкт-Петербургском университете, под наблюдением действительных членов общества В. М. Володимирова и А. Ф. Кони (СПб., 1898). Псевдоним: Ан—ров, К.
Дочь Мария Константиновна (1871—1960, Париж), с 3 февраля 1895 г. замужем за корнетом Леонтием Николаевичем Пашенным (1871—1918, Петроград).

## Труды
- К вопросу о праве залога свободных частей ценности заложенного имения. — [Москва] : Унив. тип. (М. Катков), ценз. 1877. — 12 с.;
- Об истолковании выражения «с умыслом», употребленного в 1489 ст. улож. : (По поводу вопроса, возбужд. в Моск. юрид. о-ве Н. М. Пузановым) / [К. Анциферов]. — [Москва] : Унив. тип. (М. Катков), ценз. 1878. — 12 с.;
- Уголовно-судебное право : Курс лекций пр. Анциферова. 1881—1882 акад. г. — [Москва, 1882]. — 484 с. ;
- К учению о тайных обществах по русскому законодательству. — [Б. м.] : [б. и.], [1882].
- К учению о несменяемости судей по судебным уставам 20 ноября 1864 г.. — [Б. м.] : [б. и.], [1884].
- Взяточничество в истории русского законодательства : (До периода сводов) / [К. Анциферов]. — [Санкт-Петербург, 1884]. — 54 с. ;
- К вопросу о реформе нашего мирового суда. — [Б. м.] : [б. и.], [1885].
- Сборник статей и заметок по уголовному праву и судопроизводству / К. Д. Анциферов; Изд. Юрид. о-вом при Имп. С. П. Б. ун-те под наблюдением д. чл. О-ва В. М. Володимирова и А. Ф. Кони. — Санкт-Петербург : Гос. тип., 1898. — (4), VIII, 587 с., 1 л. фронт. (портр.);